# Экономика Миннесоты
Валовый внутренний продукт штата Миннесота в 2019 году составил 380 миллиардов долларов.
Доход на душу населения в 2016 году составлял $51,990, это 16 место по США. Средний доход домохозяйства в 2013 году составлял $60,900, это 11 место по США. Минимальная заработная плата в Миннесоте составляет 9 долларов в час и является максимальной в штатах Среднего Запада. В Миннесоте один из самых низких по США показатель бедности населения.

## Промышленность и торговля

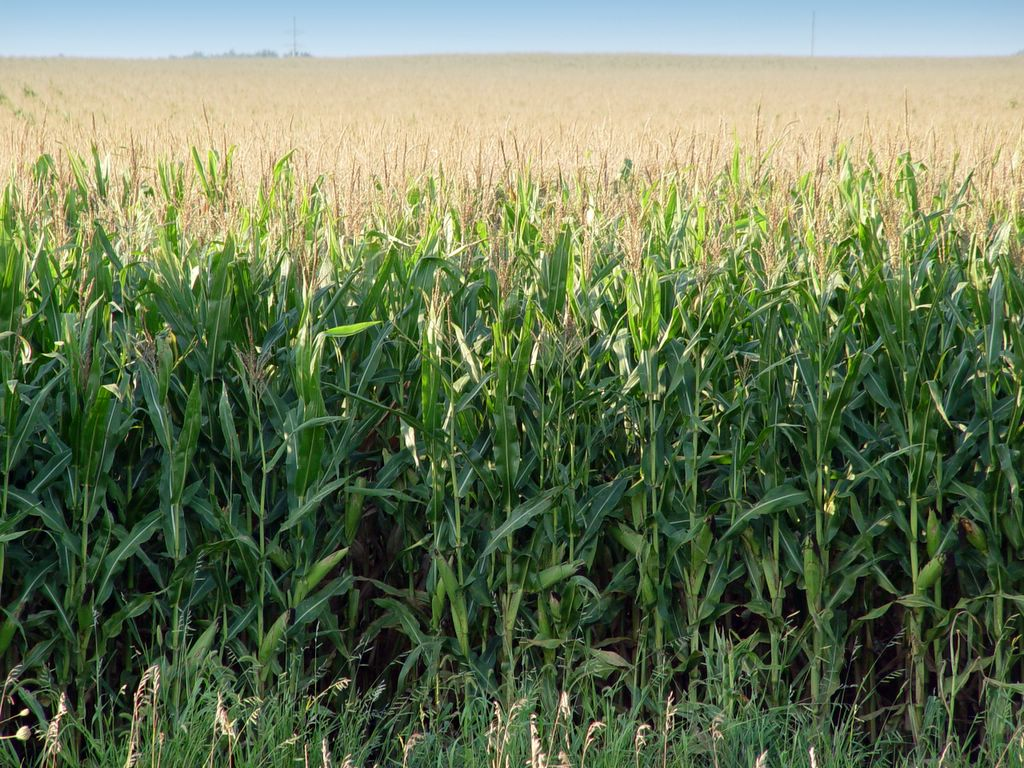
Кукурузное поле

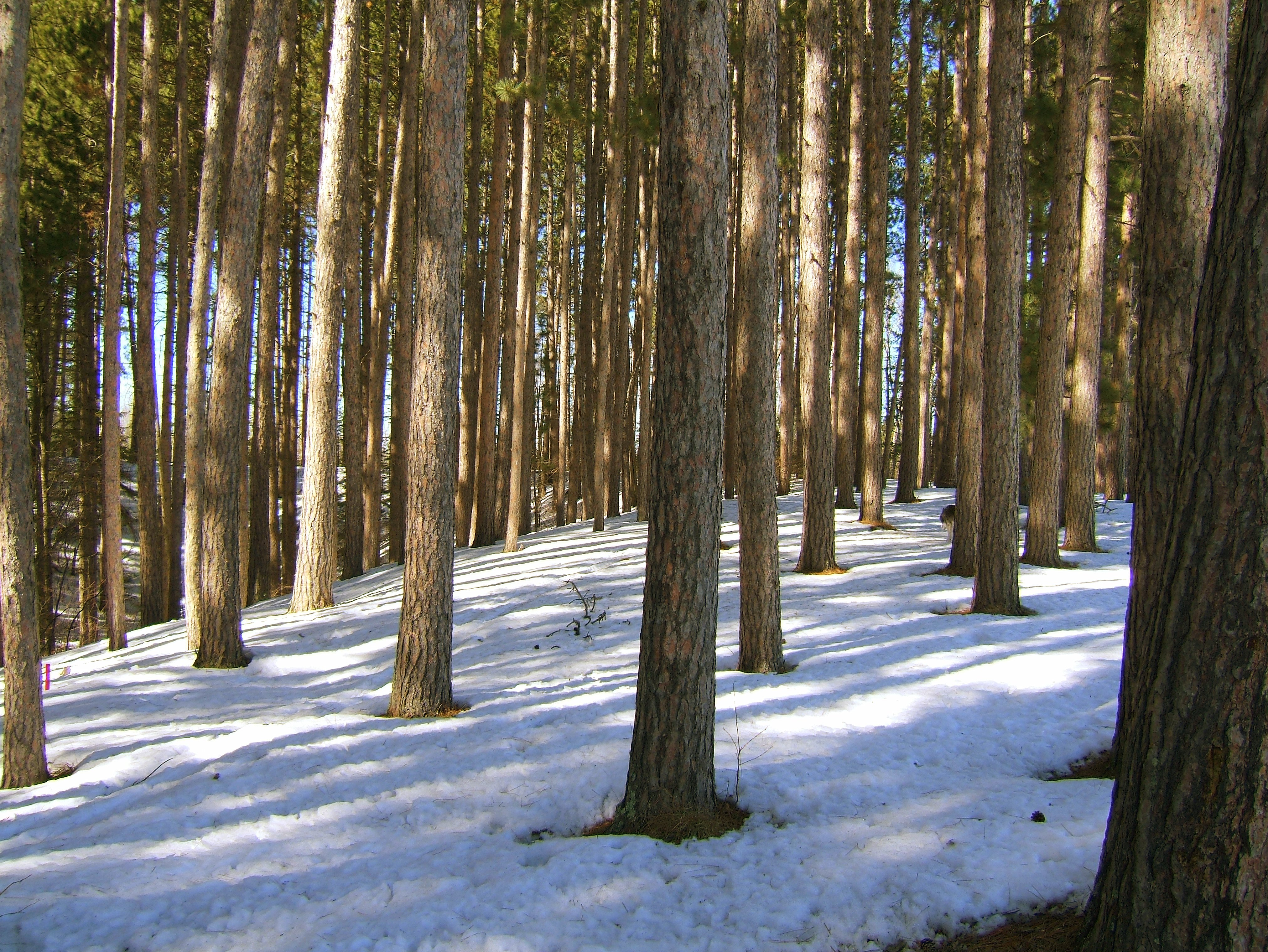
Сосновый лес

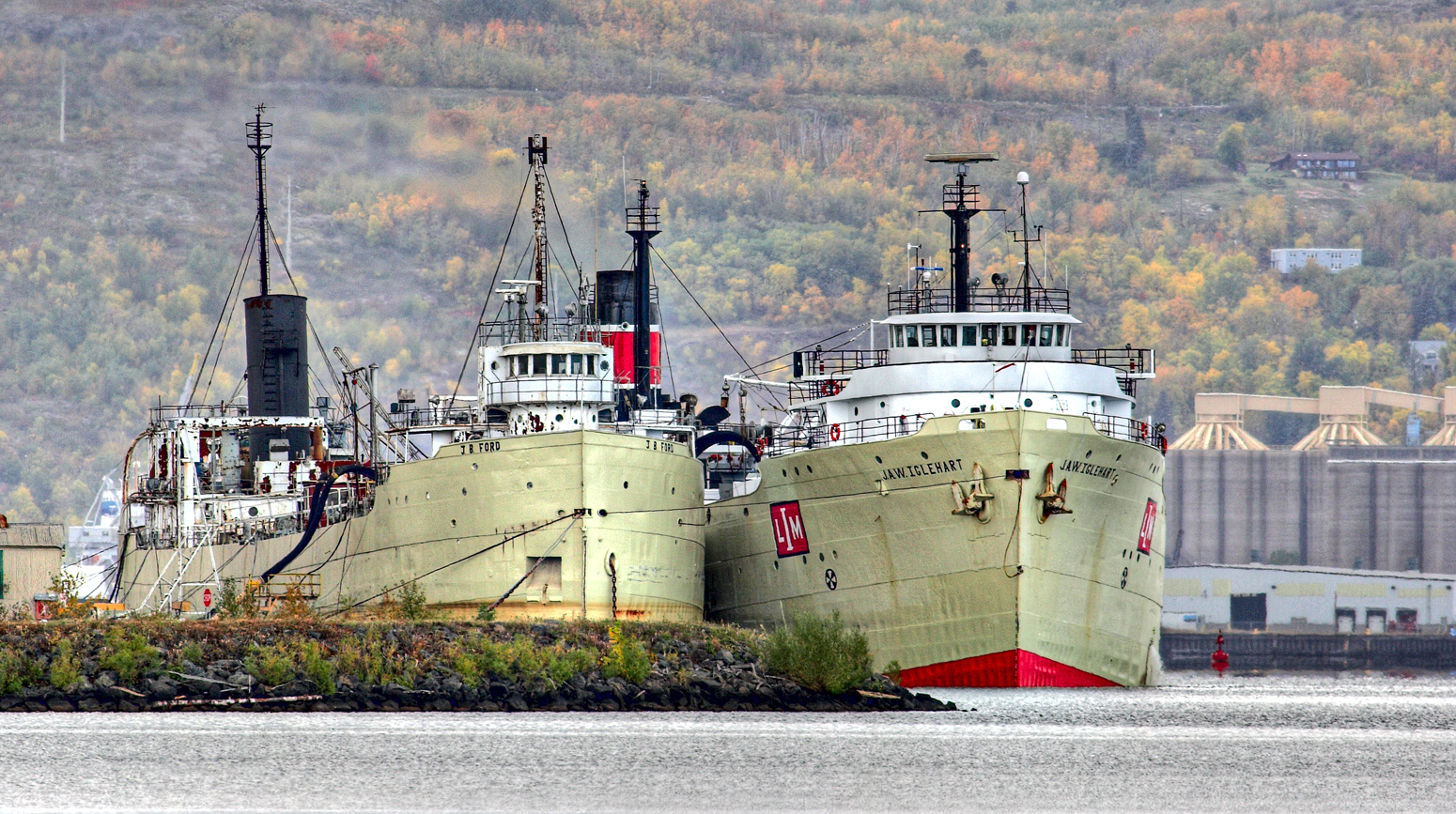
Грузовые корабли в порту Дулут

Изначально основой экономики Миннесоты были торговля мехом, сельское хозяйство и лесоводство. Это нашло отражение даже на печати Миннесоты (с 1858 по 2024 год): возделанная земля и пахарь с плугом символизируют сельское хозяйство, пень и три сосны — лесную промышленность. Сельское хозяйство до сих пор является важной частью экономики Миннесоты, хотя в настоящее время в нём занято менее 1 % жителей штата. Миннесота является крупнейшим в США производителем таких товаров, как сахарная свёкла, кукуруза, горох. В Миннесоте базируется крупнейшее в США объединение сельскохозяйственных кооперативов CHS Inc. Заготовка древесины, изготовление пиломатериалов, переработка целлюлозы и производство бумаги также играют важную роль в экономике штата. Несмотря на активную вырубку, лесные запасы в штате увеличиваются: с 1999 по 2004 год среднегодовой рост в штате составил 1 300 000 м³ древесины, в то время как средний объём заготовленной древесины составлял всего 780 000 м³ в год.
Миннесота была известна своими железорудными месторождениями, которые производили значительную часть мировой железной руды в течение более чем столетия. К настоящему времени запасы железных руд истощились, однако развивается добыча таконита. В 2004 году штат произвел 75 процентов полезной железной руды в стране.
St. Jude Medical представляет растущую биомедицинскую индустрию, порожденную исследованиями в университетах, а Рочестер является штаб-квартирой всемирно известной клиники Майо. UnitedHealth Group является крупнейшей медицинской страховой компанией в США.
Хотя нефть на территории штата отсутствует, в Миннесоте развита нефтепереработка. Пайн Бенд, крупнейший нефтеперерабатывающий завод в не добывающих нефть штатах, расположен в Миннесоте. Нефть для него поставляется из Канады по трубопроводу. Он покрывает до 70 % потребности жителей штата в бензиновом топливе.
Все более популярными становятся возобновляемые источники энергии. Ветроэнергетика Миннесоты — четвёртая по величине среди штатов США.
Миннесота является привлекательным для туризма штатом: в 2014 году объём туристического рынка составил 13,6 миллиардов долларов США. Популярностью пользуются все четыре сезона. Миннесота является одним из самых благоприятных штатов США для велотуризма.
Розничная торговля представлена такими компаниями, как Target Corporation, Best Buy и Supervalu. Саутдейл Центр, первый полностью крытый и полностью кондиционируемый торговый центр в Соединенных Штатах, открылся 8 октября 1956 года в Идайне, пригороде Миннеаполиса. Крупнейший гипермаркет в Соединенных Штатах, Mall of America, расположен в Блумингтоне.
В целом экономика Миннесоты характеризуется высокой степенью диверсификации; соотношения между различными экономическими отраслями близки к таковым для Соединенных Штатов в целом.

## Налоги в Миннесоте
Подоходный налог в Миннесоте является прогрессивным с четырьмя ставками: 5,35%, 7,05%, 7,85%, 9,85%. Ставка налога с продаж с июля 2009 года составляет 6.875%, с продажи одежды, продуктов питания для домашнего потребления и некоторых других товаров и услуг налог не взимается. Законодательный орган штата может разрешить муниципалитетам устанавливать дополнительные местные налоги: так, в Миннеаполисе действует дополнительный налог с продаж (0,5%), схожие налоги имеются в Сент-Поле, Рочестере, Дулуте и Сент-Клауде. Акцизы взимаются с алкоголя, табака, и топлива. На предметы, купленные в другом штате, но используемые в Миннесоте, налагается налог на использование. Владельцы недвижимости в Миннесоте уплачивают налог на имущество своим округам, муниципалитетам, школьным округам и специальным налоговым округам.  Общая налоговая нагрузка в 2006 году составила в среднем 11,9%, это 4 место по США.